# Radiobevis
Et radiobevis er i Danmark et certifikat, der opnås efter aflæggelse af en særlig prøve. Hvis man ønsker at udøve radiotelefoni skal man have et radiobevis.[kilde mangler]
Det er et krav i uddannelsen til pilot og i mange maritime sammenhænge, at have et radiobevis.

## Klasser

### GEN
Giver retten til at udøve radio-telefoni på engelsk

### BEG
Begrænset bevis, giver retten til at udøve radiotelefoni på engelsk i forbindelse med VFR-flyvning

### N-BEG
Nationalt begrænset bevis, giver retten til at udøve radiotelefoni på dansk i forbindelse med VFR-flyvning